# Francis Kombe
Francis Kombe (* 23. Dezember 1985 in Lusaka) ist ein sambischer ehemaliger Fußballspieler. Der Mittelfeldspieler war sambischer Nationalspieler.

## Karriere

### Verein
Er spielte zu Beginn seiner Karriere beim Nchanga Rangers FC. 2003 gewann er mit den Power Dynamos den sambischen Pokal. Danach ging er nach Südafrika, wo er für Supersport United und die Silver Stars spielte. 2005 wurde er allerdings nach einem positiven Dopingtest für ein Jahr gesperrt. Danach war er wieder bei den Power Dynamos, gab ein Gastspiel bei Perlis FA in Malaysia, bevor er von 2008 bis 2010 wieder in Südafrika war, diesmal bei den Golden Arrows. 2011 wechselte Kombe nach Finnland zu Rovaniemi PS. Dort war er nach kurzer Zeit an einer Spielmanipulation beteiligt und wurde daraufhin von der FIFA für zwei Jahre gesperrt. Anschließend war er in Sambia bei den Power Dynamos und dem Nkana FC aktiv.

### Nationalmannschaft
Kombe wurde zwischen 2003 und 2008 zehnmal in die sambische Nationalmannschaft berufen und schoss ein Tor.